# Arthur Delaney
Arthur Delaney (ur. 23 czerwca 1993) – amerykański lekkoatleta specjalizujący się w biegach sprinterskich.
Podczas mistrzostw świata juniorów w Barcelonie (2012) zdobył złoty medal w sztafecie 4 x 100 metrów.
Stawał na podium juniorskich mistrzostw USA oraz mistrzostw NCAA.

## Osiągnięcia
| Rok  | Impreza                     | Miejsce   | Konkurencja        | Pozycja    | Wynik |
| ---- | --------------------------- | --------- | ------------------ | ---------- | ----- |
| 2012 | Mistrzostwa świata juniorów | Barcelona | sztafeta 4 x 100 m | 1. miejsce | 38,67 |

## Rekordy życiowe
- bieg na 60 metrów (hala) – 6,74 (29 stycznia 2016, Portland)
- bieg na 100 metrów – 10,20 (26 maja 2016, St. Pölten)
- bieg na 200 metrów – 20,49 (20 maja 2016, Ostrawa)
- bieg na 200 metrów (hala) – 21,26 (9 lutego 2013, Fayetteville)